# 北海道道616号上勇知兜沼停車場線

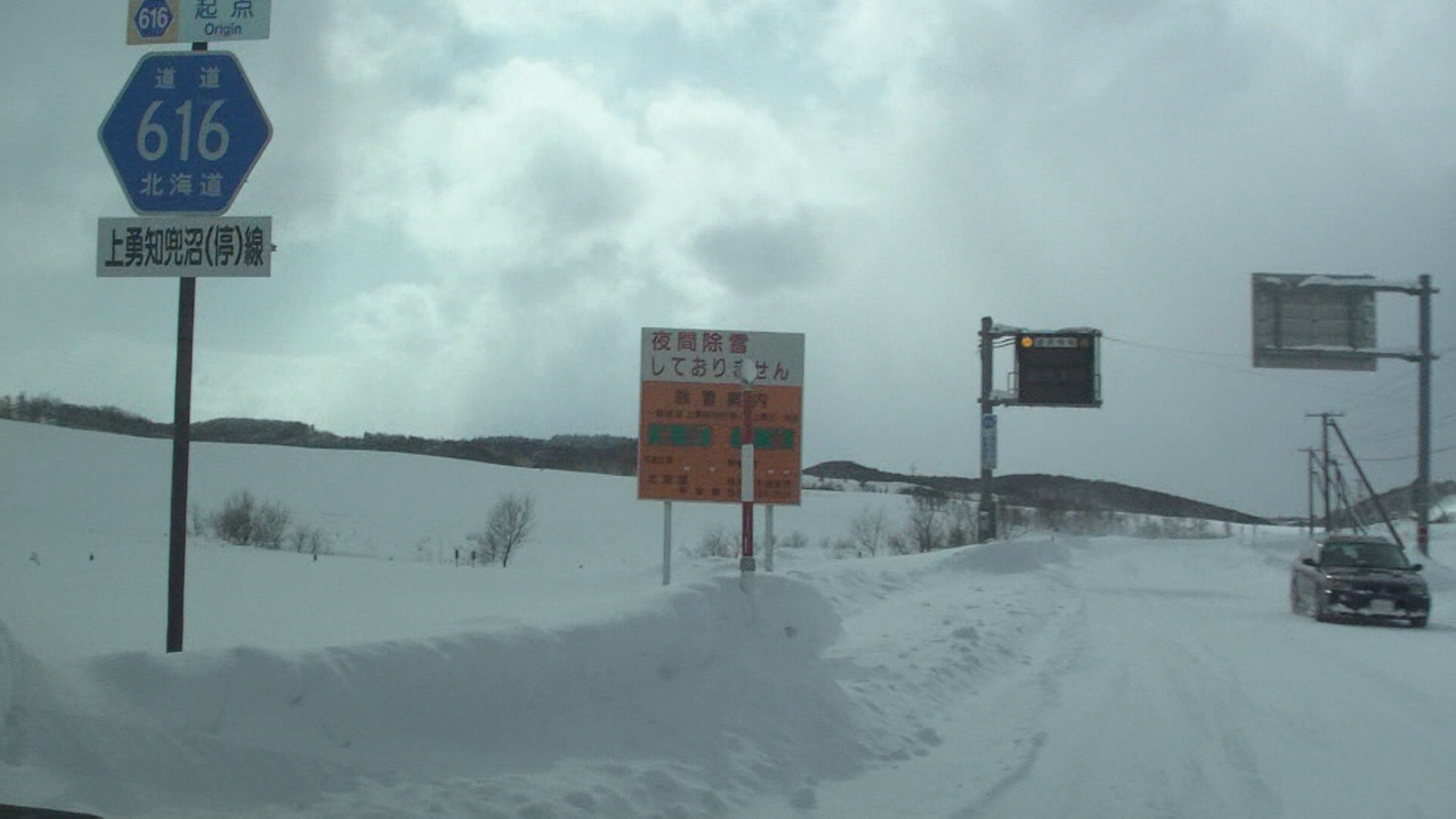
起点・国道40号交点

北海道道616号上勇知兜沼停車場線（ほっかいどうどう616ごう かみゆうちかぶとぬまていしゃじょうせん）は、北海道稚内市と天塩郡豊富町を結ぶ一般道道（北海道道）である。

## 概要

### 路線データ
- 起点：北海道稚内市大字抜海村字上勇知（国道40号交点）
- 終点：北海道天塩郡豊富町字兜沼（JR北海道 宗谷本線 兜沼駅）
- 総延長：7.332 km
- 実延長：3.942 km
- 重用延長：3.390 km

### 道路管理者
- 宗谷総合振興局 稚内建設管理部 事業課

## 歴史
- 1968年（昭和43年）3月30日 - 路線認定[1]。

## 路線状況

### 重複区間
- 北海道道510号抜海兜沼停車場線（稚内市大字抜海村字上勇知 - 豊富町字兜沼〔終点〕）

## 地理

### 通過する自治体
- 宗谷総合振興局
  - 稚内市
  - 天塩郡豊富町

### 交差する道路
稚内市
- 国道40号 - 大字抜海村字上勇知（起点）
- 北海道道510号抜海兜沼停車場線 - 大字抜海村字上勇知、豊富町字兜沼（終点、重複）

豊富町
- 北海道道763号兜沼豊徳線 - 字兜沼西
- 北海道道1118号兜沼停車場線 - 字兜沼（終点、重複）

### 沿線にある施設など
豊富町
- 豊富町立兜沼小中学校
- JR北海道 宗谷本線 兜沼駅